# Wolność morfologiczna
Wolność morfologiczna – proponowane prawo podmiotowe do zachowania lub zmodyfikowania własnego ciała według własnego uznania, na podstawie świadomej zgody (lub jej brak), poprzez skorzystanie z (lub odrzucenie) dostępnych środków terapeutycznych lub medycznych.
Termin ten został prawdopodobnie ukuty przez filozofa Maxa More'a w artykule z 1993 pt. Technological Self-Transformation: Expanding Personal Extropy, gdzie określił ją jako "możliwość zmiany formy cielesnej zgodnie z wolą poprzez technologie takie jak chirurgia, inżynieria genetyczna, nanotechnologia, transfer umysłu" ("the ability to alter bodily form at will through technologies such as surgery, genetic engineering, nanotechnology, uploading"). Terminu tego użył następnie Anders Sandberg jako "rozszerzenie praw jednostki na własne ciało, nie tylko w sensie posiadania go (self-ownership), ale także prawo do modyfikacji go zgodnie z własnymi życzeniami" ("an extension of one’s right to one’s body, not just self-ownership but also the right to modify oneself according to one’s desires").

## Polityka
Według technokrytyka Dale Carrico polityka wolności morfologicznej implikuje wierność tym wartościom i społeczne uznanie jak największej liczby różnych typów budowy anatomicznej i stylów życia, jest uważana za wyraz liberalizmu, pluralizmu, sekularyzmu, progresywizmu, kosmopolityzmu i posthumanistycznej wielokulturowości w odniesieniu do obecnego i przyszłego rozumienia praktyk medycznych i ich transformacji: od pojedynczej konwencjonalnej terapii aż do świadomego samookreślenia się przy użyciu ludzkiej inżynierii genetycznej, cyber-protez i modyfikacji poznawczych.